# 고내항 (여수시)
고내항은 전라남도 여수시 화양면 용주리 고내마을에 위치한 어항이다. 2007년 8월 8일 어촌정주어항으로 지정하여 관리하고 있다. 관리청은 여수시장이다.

## 어항 구역
- 수역: 북위 34° 42′ 48″, 동경 127° 37′ 49″의 지점에서 N75°W방향으로 160m점과 이점에서 S15°W방향으로 65m점과 이 점에서 S75°E방향으로 125m점과 이점에서 S5°W방향으로 190m점과 이점에서 N75°W방향으로 125m점과 이 점에서 S15°W방향으로 105m점과 이 점에서 S75°E방향으로 105m점과 이점에서 S5°W방향으로 65m점과 이 점에서 S45°W방향으로 140m점과 이 점에서 W 방향으로 35m점과 이점에서 S방향으로 60m점과 이 점에서 E방향으로 75m점과 이 점에서 N40°E방향으로 육지부를 연결하는 선을 따라 형성된 공유수면[1]

## 어항 시설
- 방파제 171m, 선착장 79m

## 기본 계획
- 방파제 226m, 선착장 79m, 소통구 15m[1]

## 정비 계획
- 방파제 55m, 소통구 15m[2]

## 주요 어종
- 멸치